# Château de Charleville (Irlande)
Le château de Charleville (en anglais Charleville Castle), est un château situé en Irlande et construit dans la forêt entourant Tullamore, dans le comté d'Offaly, près de la rivière Clodiagh. 
Il est considéré comme l'un des plus beaux représentants de l'architecture gothique en Irlande.

## Histoire
La première maison de maître bâtie sur le site du château de Charleville fut construite par Thomas Moore, vers 1641. 
Le domaine passa entre les mains de Charles Moore, 1er comte de Charleville, Lord Tullamore, petit-fils de Thomas. Quand il mourut en 1674, il passa, par sa sœur Jane, à Charles William Bury, 1er comte de Charleville. 
Charles William fut plus tard (1806) le 1er comte de Charleville dans une deuxième création du titre. Le nouveau comte a décidé d'édifier une nouvelle maison sur le domaine. Commandée en 1798, elle a été conçue par  Francis Johnston et a été construite entre 1800 et 1812.
Le château n'a pas été occupé en permanence, en raison du manque de ressources des propriétaires. Chaque réouverture de la maison a entraîné l'ajout de nouvelles pièces ou la rénovation. William Morris a conçu le plafond dans la salle à manger.
Le château a accueilli Lord Byron, qui y a tenu de nombreuses fêtes. La maison se prévalait autrefois de posséder une peinture de 1789 intitulée « Henry VIII, Act V, Scène 4 » de Matthew William Peters. Elle a été retirée de la maison en 1970 et fait maintenant partie d'une collection canadienne.
Le château est resté inhabité à partir de 1912, lorsque le colonel Howard Bury est parti vivre à Belvedere House, Comté de Westmeath.
En 1968 le toit a été enlevé. Les travaux sur sa restauration ont été commencés par Michael McMullen en 1971 et continués plus tard par Constance Heavey Seaquist et Bonnie Vance. Un organisme de bienfaisance a été constitué pour aider à la restauration.

## Situation actuelle

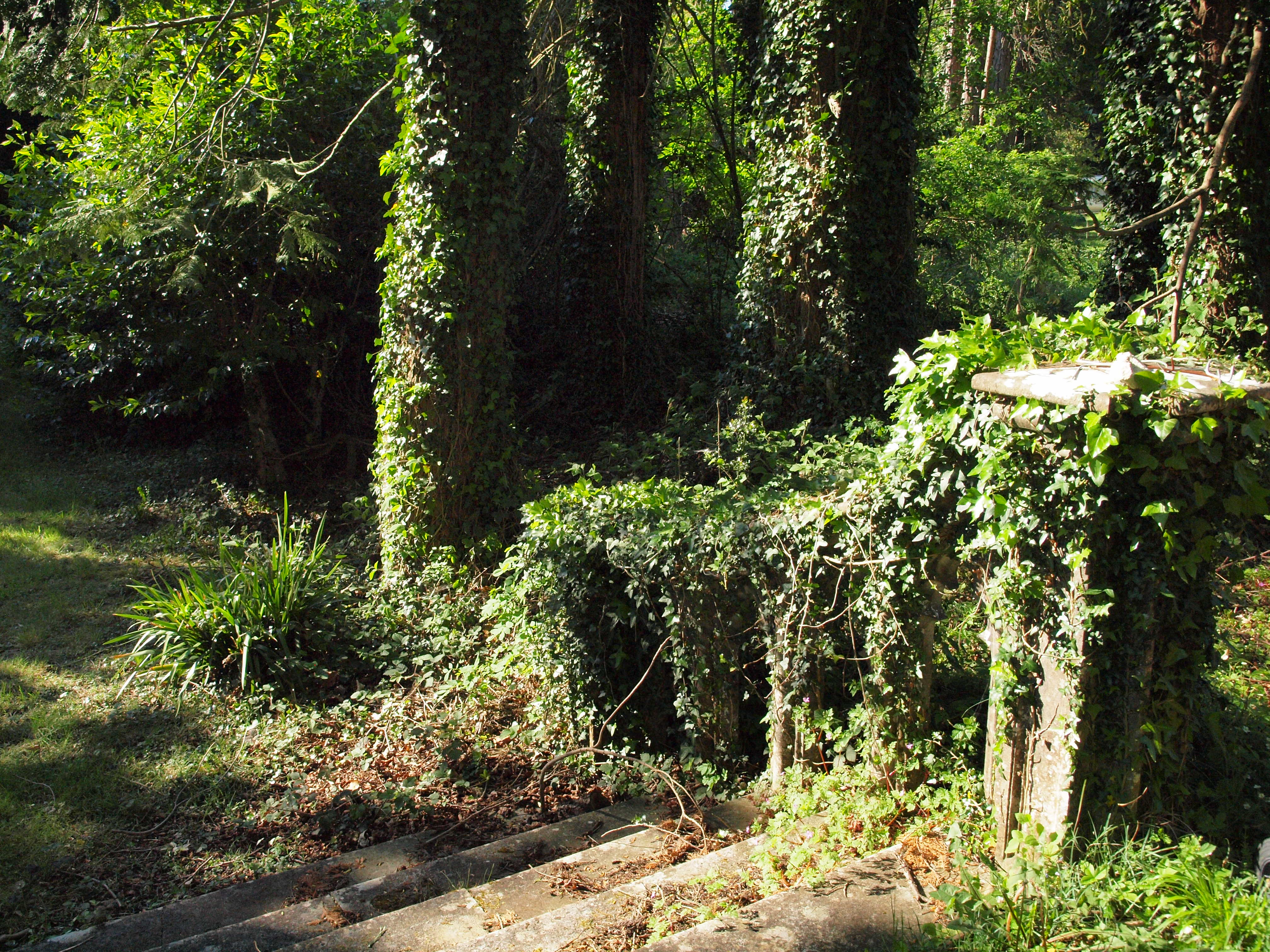
Les jardins.

Actuellement, le Charleville Castle Heritage Trust est géré par Dudley Stewart, la gestion quotidienne étant assurée par des bénévoles. 
Le château a été l'hôte de plusieurs événements, y compris des « nuits effrayantes », une vente aux enchères et une pièce de théâtre donnée par le Théâtre de chambre anglais appelé « Dearest Nancy, Darling Evelyn ». 
Plus récemment, il a accueilli le Festival Mór, et son successeur, Castlepalooza. 
Facefest, un festival à but non lucratif, a été organisé au château de Charleville pendant de nombreuses années dans le cadre de la fin de semaine du solstice d'été. Il est également maintenant la base de l'expédition mondiale de "The Explorers 'Museum" en l'honneur du Charles Howard-Bury,.
Le château lui-même est considéré comme le bâtiment et les terrains les plus hantés d'Europe, avec son apparition sur Most Living Haunted  Living TV et Fox Scariest Places on Earth. Le plus célèbre de ces fantômes est celui d'une petite fille appelée Harriet, morte après une chute dans un escalier.
Il a été visité par de nombreux enquêteurs paranormaux et voyants. 
Le château a été photographié par  Sir Simon Marsden, il est apparu dans ses collections, notamment sur ABC Family Lieux les plus effrayants sur Terre. Il est également apparu sur Ghost Hunters International. Il a aussi été utilisé comme lieu de tournage pour Becoming Jane (2007), et  Northanger Abbey (2007), Le château a également été utilisé aux côtés de "Asford Castle" en Irlande, Mayo, en tant que lancement pour "French Court" dans l'épisode de la série dramatique "Reign" (2013).
Un arbre associé à la maison, le King Oak, a été nommé pour le concours Arbre européen de l'année en 2013.
Les croyances relatives à l'arbre indiquent que si quelqu'un tombe de l'arbre, un membre de la famille Bury mourra.